# Angie Brooks
Angie Elisabeth Brooks-Randolph, född 24 augusti 1928 i Virginia eller Brewerville (Montserrado County) i Liberia, död 9 september 2007 i Houston, Texas, USA, var en liberiansk diplomat och Liberias första kvinnliga jurist. Hon var dessutom den första, och till dags dato enda, kvinnliga, afrikanska ordföranden för FN:s generalförsamling, liksom den andra kvinnan över huvud taget på posten.
1974 utsågs hon till Liberias ständige representant vid Förenta nationerna. Detta var en position hon behöll till och med 1977, när hon utsågs till domare vid Liberias högsta domstol. Hon nominerades till högsta domstolen av president Tolbert 4 maj och tillträdde endast två dagar senare. Därigenom blev hon även den första kvinnan att sitta i landets högsta domstol.

## Biografi

### Bakgrund
Brooks var dotter till Thomas Joseph, en fattig präst vid African Methodist Episcopal Zionist Church, och Theresa Ellen Brooks. Brooks var en anglifiering av det infödda släktnamnet Grebo. Hon var det andra barnet i en nio- eller tiohövdad barnaskara. Hennes föräldrar var av fattigdom tvungna att lämna henne som fosterbarn hos en änka som var sömmerska i huvudstaden Monrovia.
Vid elva års ålder hade hon lärt sig själv att läsa och skriva och kunde genom att kopiera juridiska dokument tjäna tillräckligt med pengar för att bekosta sin egen skolgång. För att täcka kostnaderna för sina gymnasiestudier arbetade hon om eftermiddagarna som sekreterare på finansdepartementet och senare även som stenograf för justitiedeparementet.

### Giftermål och högre studier
Vid fjorton års ålder gifte hon sig med Richard A. Henries, som hon fick sönerna Wynston och Richard tillsammans med. De två skilde sig senare.
På 1940-talet fanns det inga juristutbildningar i Liberia, så det enda sättet att läsa juridik var att gå som lärling hos en advokat och sedan avlägga en Bar Exam. Brooks gick lärling hos advokat Clarence Simpson, som senare skulle tjäna som Liberias utrikesminister. 
Tack vare finansiellt stöd från den dåvarande presidenten William Tubman kunde hon resa till USA och studera vid Shaw University, ett HBCU i Raleigh, NC, där hon fick sin kandidatexamen (B.A.) i samhällsvetenskap (social science) 1949. Därefter läste hon vid University of Wisconsin, varifrån hon sedan fick sin masterexamen (M.Sc.) i statsvetenskap (political science) och juristexamen 1952. 1952 och 1953 studerade hon även vid University College Law School vid London University.
Senare gavs hon en LL.B (juris-doktor) vid Shaw University 1962, liksom vid Howard University 1967. Från University of Liberia fick hon en D.C.L (juris civilis doktor) 1964.

### Karriär
Efter de utländska studierna återvände Brooks 1953 till sitt hemland, där hon kom att tjänstgöra som advokat vid Liberias högsta domstol. Hon var under perioden augusti 1953 till mars 1958 den första liberianskan att tjänstgöra i regeringen, i sin roll som justitiekansler. Hon grundade juristfakulteten vid University of Liberia för att säkerställa att ingen annan liberian skulle tvingas resa utomlands för att avlägga juristexamen. 1954–1958 tjänstgjorde hon deltid som professor vid juridiska fakulteten.
I samband med besök i USA 1954 inleddes hennes långa association med Förenta nationerna. Samma år blev hon FN-delegat, när hon ombads fylla en sista-minutenvakans; hon fortsatte som Liberias ständige representant varje år därefter, fram till dess att hon valdes till ordförande för FN:s generalförsamling 1969. I sin verksamhet vid FN utsågs hon till ledande roller i en mängd olika rådgivande eller beslutande organ. 1956 valdes hon till vice ordförande i generalförsamlingens fjärde kommitté och hon innehade samma roll 1961 i kommittén för information från icke-självständiga områden. Samma år utsågs hon till ordförande i den fjärde kommittén, varefter hon 1962 fungerade som ordförande för FN-kommissionen för Ruanda-Urundi. 1964 utsågs hon till ordförande för FN-kommissionen för Förenta nationernas förvaltarskapsområde i Stilla havet. 1965 valdes Brooks till vice ordförande för FN:s förvaltarskapsråd, året efter till ordförande – den första kvinnliga – för detsamma.
1969 valdes hon till ordförande för FN:s generalförsamling, en post som regelbundet växlar mellan kontinenterna och det året tillföll en afrikansk representant. För att få posten behövde hon stöd från alla de 40 afrikanska medlemsstaterna i FN, och i samband med kandidaturen besökte hon 23 länder i Afrika. Hennes ordförandeskap var 13 veckor långt, vilket var lika med längden på denna FN-session. Åsikter om hennes ordförandeskap inkluderade "en kombination av charm och slug diplomati". Under en session avbröt hon artigt men bestämt ett långt anförande av Sovjetunionens ambassadör för att föreslå votering som led i hennes strävan att undvika överlånga debatter och mästrande debatteknik.
1958 utsåg president Tubman henne till biträdande statssekreterare, och senare under året ledde hon regeringen under tio dagars tid när både presidenten och statssekreteraren befann sig utomlands. Åren 1975 till 1977 var hon Liberias FN-ambassadör, fram till dess att hon "hemkallades" för en roll som domare (den första kvinnliga) vid Liberias högsta domstol. Denna tjänst innehade hon fram till den militärkupp 1980 som störtade den dåvarande regimen och tvingade Brooks i exil i USA.

### De sista åren
Trots uttalade ambitioner att återvända till sitt födelseland, för att leva sina sista år där, avled hon i Houston i Texas den 9 september 2007. Liberia gav henne en statsbegravning, och hon gravsattes i Virginia 3 oktober 2007.

## Betydelse och eftermäle
Brooks var en pionjär som afrikansk politiker och diplomat, liksom som ledande kvinnlig representant i ett antal internationella sammanhang under efterkrigstiden. Endast två andra kvinnor (Haya Rashed al-Khalifa och María Fernanda Espinosa) har fungerat som ordförande för FN:s generalförsamling. Hon verkade för afrikanska kvinnors rättigheter och synlighet genom både FN och International Federation of Women Lawyers. Som baptist arbetade hon med ett antal projekt hos Lott Carey Baptist Foreign Mission, inklusive ledningen av en liberiansk gymnasieskola finansierade genom organisationens försorg. Vid sidan av sina egna barn bidrog Brooks till att uppfostra och ordna skolgången för 47 liberianska pojkar och flickor.
Hon var väl medveten om FN-systemets begränsningar men påpekade att FN var den bästa befintliga enheten för internationellt samarbete.
Ett liberianskt forskningscenter runt kvinnor inom politiken har namngivits efter Angie Brooks.